# Plauensche Grundbahn
| Die Straßenbahn durchquert Deuben in Höhe Langer Straße, Mitte 1974 |               |                                   |                                   |
| Spurweite: | 1450 mm       |                                   |                                   |
| Zweigleisigkeit: | Plauen–Deuben |                                   |                                   |
| |               |                                   |                                   |
| \| \| \| von Postplatz \| \| \| \| Fritz-Schulze-Straße \| \| \| \| aus GS (Blockumfahrung) Altplauen \| \| \| \| nach Coschütz \| \| \| \| Felsenkeller \| \| \| \| Begerburg \| \| \| \| Heidenschanze \| \| \| \| Gitterseebrücke \| \| \| \| Stadtgrenze Dresden – Freital \| \| \| \| Fichtestraße \| \| \| \| Bf Freital-Potschappel \| \| \| \| Turnerstraße \| \| \| \| Platz des Friedens \| \| \| \| Breitscheidstraße \| \| \| \| Straßenbf Freital \| \| \| \| Güterbahn Deuben von Potschappel \| \| \| \| Güterbahn Deuben nach Egermühle \| \| \| \| Güterstraße \| \| \| \| Bf Freital-Hainsberg \| \| \| \| Weißeritzbrücke \| \| \| \| Weißeritz \| \| \| \| Rabenauer Straße \| \| \| \| Freital-Hainsberg \| \| \| \| (Wendeschleife) \| \| \| \| Stand: 25. Mai 1974[1] \| |               |                                   |                                   |
| U-Bahn-Strecke (außer Betrieb) |               | von Postplatz                     | von Postplatz                     |
| U-Bahn-Haltepunkt / Haltestelle (Strecke außer Betrieb) |               | Fritz-Schulze-Straße              | Fritz-Schulze-Straße              |
| U-Bahn-Abzweig geradeaus und nach links (Strecke außer Betrieb) |               | aus GS (Blockumfahrung) Altplauen | aus GS (Blockumfahrung) Altplauen |
| U-Bahn-Abzweig geradeaus und nach links (Strecke außer Betrieb) |               | nach Coschütz                     | nach Coschütz                     |
| U-Bahn-Haltepunkt / Haltestelle (Strecke außer Betrieb) |               | Felsenkeller                      | Felsenkeller                      |
| U-Bahn-Haltepunkt / Haltestelle (Strecke außer Betrieb) |               | Begerburg                         | Begerburg                         |
| U-Bahn-Haltepunkt / Haltestelle (Strecke außer Betrieb) |               | Heidenschanze                     | Heidenschanze                     |
| U-Bahn-Haltepunkt / Haltestelle (Strecke außer Betrieb) |               | Gitterseebrücke                   | Gitterseebrücke                   |
| U-Bahn-Grenze (Strecke außer Betrieb) |               | Stadtgrenze Dresden – Freital     | Stadtgrenze Dresden – Freital     |
| U-Bahn-Haltepunkt / Haltestelle (Strecke außer Betrieb) |               | Fichtestraße                      | Fichtestraße                      |
| U-Bahn-Haltepunkt / Haltestelle (Strecke außer Betrieb) |               | Bf Freital-Potschappel            | Bf Freital-Potschappel            |
| U-Bahn-Haltepunkt / Haltestelle (Strecke außer Betrieb) |               | Turnerstraße                      | Turnerstraße                      |
| U-Bahn-Haltepunkt / Haltestelle (Strecke außer Betrieb) |               | Platz des Friedens                | Platz des Friedens                |
| U-Bahn-Haltepunkt / Haltestelle (Strecke außer Betrieb) |               | Breitscheidstraße                 | Breitscheidstraße                 |
| U-Bahn-Bahnhof (Strecke außer Betrieb) |               | Straßenbf Freital                 | Straßenbf Freital                 |
| U-Bahn-Abzweig geradeaus und von rechts (Strecke außer Betrieb) |               | Güterbahn Deuben von Potschappel  | Güterbahn Deuben von Potschappel  |
| U-Bahn-Abzweig geradeaus und nach links (Strecke außer Betrieb) |               | Güterbahn Deuben nach Egermühle   | Güterbahn Deuben nach Egermühle   |
| U-Bahn-Haltepunkt / Haltestelle (Strecke außer Betrieb) |               | Güterstraße                       | Güterstraße                       |
| U-Bahn-Haltepunkt / Haltestelle (Strecke außer Betrieb) |               | Bf Freital-Hainsberg              | Bf Freital-Hainsberg              |
| U-Bahn-Haltepunkt / Haltestelle (Strecke außer Betrieb) |               | Weißeritzbrücke                   | Weißeritzbrücke                   |
| U-Bahn-Brücke über Wasserlauf (Strecke außer Betrieb) |               | Weißeritz                         | Weißeritz                         |
| U-Bahn-Haltepunkt / Haltestelle (Strecke außer Betrieb) |               | Rabenauer Straße                  | Rabenauer Straße                  |
| U-Bahn-Haltepunkt / Haltestelle (Strecke außer Betrieb) |               | Freital-Hainsberg                 | Freital-Hainsberg                 |
| |               | (Wendeschleife)                   |                                   |
| |               | Stand: 25. Mai 1974               |                                   |

Die Plauensche Grundbahn war eine durch den sächsischen Staat erbaute Straßenbahnstrecke in Dresden und Freital. Sie verlief durch den Plauenschen Grund zwischen dem Dresdner Stadtteil Plauen und dem Freitaler Stadtteil Hainsberg. Die Strecke wurde 1902 zwischen Plauen und Deuben freigegeben und sukzessive nach Coßmannsdorf verlängert. Zuletzt wurde sie vom VEB Verkehrsbetriebe der Stadt Dresden als Teil des Dresdner Straßenbahnnetzes betrieben. 1974 wurde die Strecke stillgelegt und durch eine Omnibuslinie ersetzt.

## Verlauf
Die Plauensche Grundbahn begann an der Brücke Altplauen am Abzweig der Straßenbahnstrecke nach Coschütz von der aus Löbtau kommenden Strecke. Sie verlief in Folge durch den Plauenschen Grund entlang der Weißeritz auf der Tharandter Straße durch den Ort Dölzschen (Dresdner Stadtteil seit 1945) nach Potschappel (seit 1921 mit Deuben und Döhlen zu Freital vereinigt). Sie durchquerte den Ort auf der zentralen Dresdner Straße und folgte damit grob den Verläufen von Weißeritz und der Bahnstrecke Dresden–Werdau (Albertsbahn). Hinter Potschappel verlief die Plauensche Grundbahn durch den östlichen Teil Döhlens (Neudöhlen) nach Deuben. Dort befand sich der Straßenbahnhof auf dem Gebiet des heutigen Busbahnhofs gegenüber dem „Sächsischen Wolf“. Die Grundbahn folgte in ihrem weiteren Verlauf der Dresdner Straße bis Hainsberg (Freitaler Stadtteil seit 1964), hier bog die Strecke in einer scharfen Linkskurve auf die Rabenauer Straße ab, überquerte die Weißeritz und führte weiter bis in den Hainsberger Ortsteil Coßmannsdorf.

## Geschichte

### Bau
Vorgeschichte

Mit der Eröffnung der Strecke der 1853 gegründeten Albertsbahn AG am 28. Juni 1855 hatten die im Plauenschen Grund gelegenen aufstrebenden Industriegemeinden Deuben, Potschappel und Hainsberg Anschluss an das Schienennetz der nachmals gegründeten Königlich Sächsischen Staatseisenbahnen bekommen. Da ein Ende des durch Steinkohlenbergbau und Ansiedlung von Industriebetrieben entstandenen kräftigen wirtschaftlichen Aufschwungs nicht abzusehen war, die Staatsbahn die Verbindung von Dresden nach dem Plauenschen Grund aber nur unzureichend bediente, forderten Vertreter dieser Gemeinden ab 1892 erstmals den Bau einer Straßenbahnstrecke als Pferdebahn von Dresden nach Deuben entlang der Tharandter Straße und Dresdner Straße. Zunächst lehnte das königlich-sächsische Finanzministerium den Bau wegen der zu großen Länge ab. Zudem hätten sich beide Bahnstrecken ebenerdig gekreuzt (die Albertsbahn wurde erst zwischen 1901 und 1905 in Freital höher gelegt) und die Ortsstraßen hätten verbreitert werden müssen.
Planung einer Schwebebahn

Am 19. November 1895 wurde ein Gesuch ebenso abgelehnt, wie eine Petition aller 16 damals selbständigen Gemeinden des Döhlener Beckens vom 30. März 1896 an den sächsischen Landtag. Dieser befürwortete zwar die Straßenbahn, doch das Weißeritzhochwasser 1897 setzte andere Prioritäten. Die „Continentale Gesellschaft für elektrische Unternehmen“ in Nürnberg erkannte die Situation und schlug die Errichtung einer Schwebebahn analog der im Wuppertal, die sie selbst errichtete, vor. Während das Finanzministerium und die Gemeinde Plauen das Projekt befürworteten, stieß es bei den Gemeinden des Döhlener Beckens auf einhellige Ablehnung. Gleichwohl wurden Vorarbeiten beauftragt: Die Bahn sollte in Deuben beginnen, dem Lauf der Weißeritz folgen, einen kurzen Tunnel unterhalb des Hohen Steins in Plauen erhalten und ab oberhalb der Auferstehungskirche in Plauen dem Verlauf der Chemnitzer Straße folgen, um schließlich am Böhmischen Bahnhof oder in der Nähe des Postplatzes in Dresden zu enden. Trotz der Befürwortung durch den sächsischen Staat und aufwändiger Werbung endete das Projekt um 1903/1904 nach der Eröffnung der Straßenbahnlinie von Dresden aus ergebnislos.
Stadt- und/oder Meterspur: Geplant und gebaut wird auch ein Dreischienengleis

1898 erläuterte am 16. Februar das Dekret an die Stände die künftige Straßenbahnpolitik der Staatsregierung, die nun selbst die Planung für den Bau der Straßenbahnstrecke vorantrieb, um die dadurch zustande kommenden Einnahmen nicht der Privatwirtschaft zu überlassen. Neben der daraufhin entstandenen Lößnitzbahn gab es für das Straßenbahnprojekt selbst neuen Aufschwung: Allerdings liefen die 16 Gemeinden des Döhlener Beckens erneut Sturm gegen die geplante Meterspur. Auf Grund der Verhältnisse vor Ort (die Mühlen und Fabriken des Plauenschen Grundes besaßen einen Eisenbahngleisanschluss) wurde schließlich mit Dekret an die Stände Nr. 39 am 26. April 1900 die Mittel für den Bau einer Straßenbahn Löbtau–Deuben (die in Plauen Anschluss an das Gleisnetz der „Deutschen Straßenbahngesellschaft“ („Rote“) erhalten sollte) in Dresdner Stadtspur (1450 Millimeter) durch den Landtag genehmigt, wobei für den beabsichtigten Güterverkehr vom Potschappler Markt bis zum Endpunkt ein Dreischienengleis für Stadt- und Meterspur gelegt wurde.
Baubeginn war am 1. April 1902. Zwischen der Habsburgerstraße (später Planettastraße, Fritz-Schulze-Straße, heute Altplauen) in Plauen und dem mit der Strecke eröffneten Straßenbahnhof Deuben wurden zwei Gleise mit den in Dresden üblichen 1450 mm Spurweite angelegt, um problemlos Weiterfahrten über Plauen hinaus ins Dresdner Stadtzentrum zu ermöglichen. Der kurze Abschnitt zwischen dem Straßenbahnhof und der Gemeindegrenze zu Hainsberg wurde nur eingleisig ausgeführt. Der Straßenbahnbau bildete gleichzeitig den Ausgangspunkt für die im heutigen Freital fast lückenlose Anlage von Bürgersteigen links und rechts der Dresdner Straße, um der Verkehrssicherheit zu dienen. Die gesamte Strecke hatte eine Länge von 7,028 Kilometern, von denen 6,76 km zweigleisig und 2,75 km mit dritter Schiene für Meterspur ausgerüstet waren. Sie wurde nach halbjähriger Bauzeit am 8. Oktober 1902 eröffnet; die Baukosten betrugen zwischen 1,25 und 1,5 Millionen Mark. Für die Eröffnungsfahrt war der Triebwagen 309 im Einsatz, der sich inzwischen im Straßenbahnmuseum Dresden befindet.
Die Plauensche Grundbahn war von Anfang an als Ausgangspunkt für weitere Linienverzweigungen in die Orte des Döhlener Beckens projektiert. Angedacht waren neben der später wenigstens zum Teil realisierten Erweiterung nach Hainsberg weitere Verlängerungen in Meterspur von dort nach Tharandt auch Zweigstrecken durch das Poisental Richtung Kreischa und in die andere Richtung nach Zauckerode. Das Dreischienengleis wurde bei Verlängerungen mit eingebaut und hatte von der Schmelztiegelfabrik am Obernaundorfer Weg bis Potschappel bei seiner größten Ausdehnung 3,922 km Länge.
Ende der ungenutzten dritten Schiene

Benutzt wurde dieser jedoch während der gesamten Zeit nie, lediglich im Bereich des Deubener Straßenbahnhofs wurde ein kurzer, gerade einmal 9,18 m langer Dreischienenabschnitt durch die meterspurige Güterbahn Deuben genutzt, die die Egermühle und die Lederfabrik Sohre an die Albertsbahn anband, die streckenseitig fast vier Kilometer lange und niemals genutzte dritte Meterspur-Schiene des doppelgleisigen Dreischienengleises im Zuge der Dresdner Straße wurde ab den 1930er-Jahren zur Materialgewinnung ausgebaut.

### Betrieb

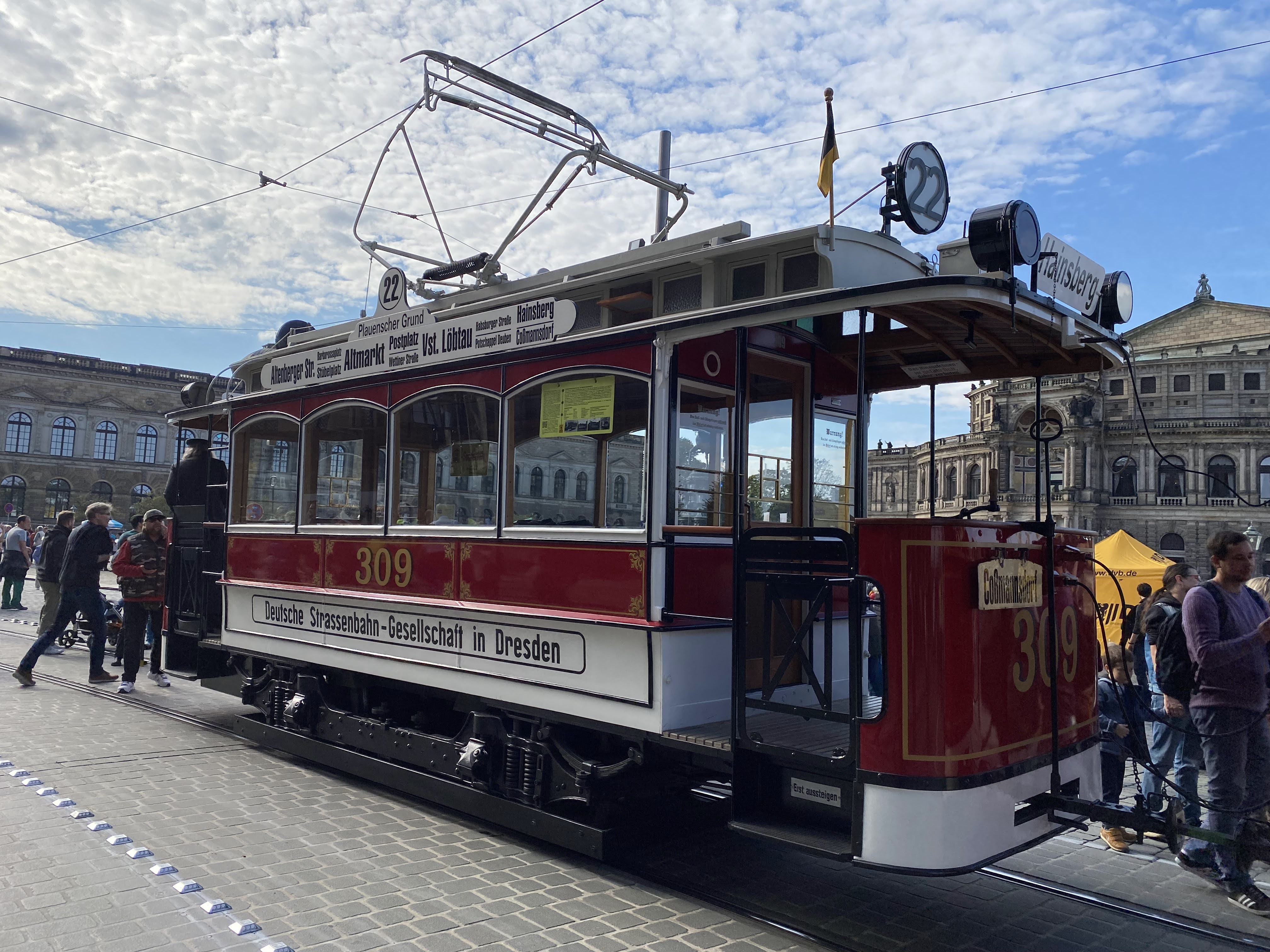
Berolina-Triebwagen 309 beim 150-jährigen Jubiläum der Straßenbahn Dresden, 2022

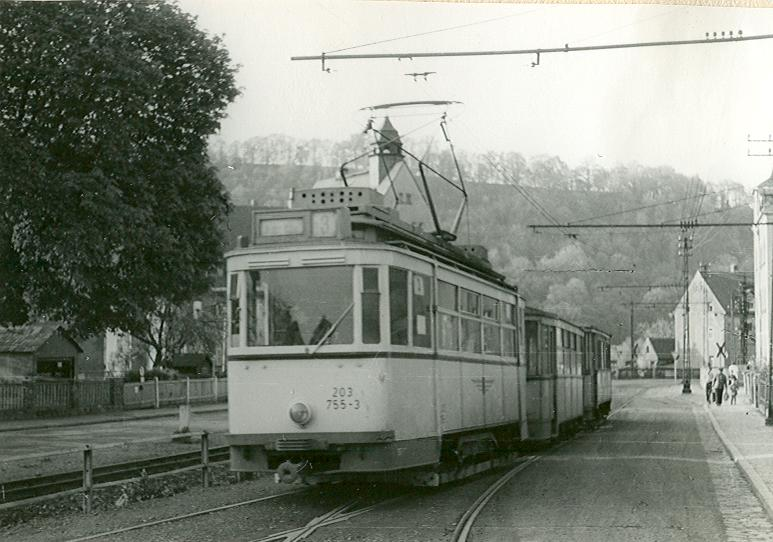
Ein Dreiwagenzug fährt 1973 in die Wendeschleife in Coßmannsdorf (heute bebaut mit einem DDR-Plattenneubau von 1989), links die Gleise der Schmalspurbahn nach Kipsdorf

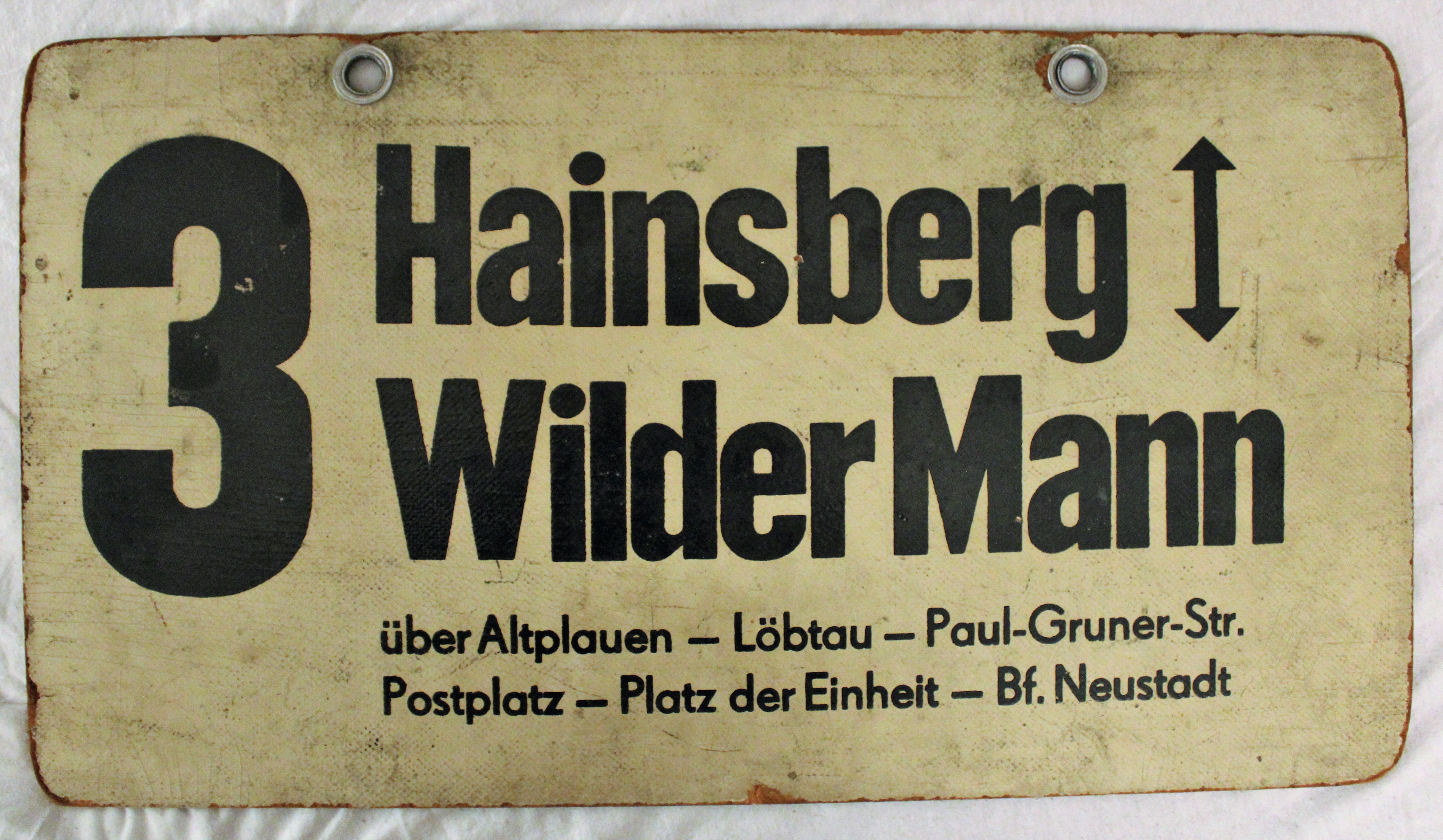
Linienschild der Linie 3

Den Betrieb der Linie übernahm die Deutsche Straßenbahngesellschaft in Dresden („Die Rote“). Die Linie hatte zunächst noch keine Nummer, als Erkennungszeichen dienten Glaskugeln auf dem Dach der Wagen, die nachts orange leuchteten. Den Strom für den Betrieb lieferte das Elektrizitätswerk für den Plauenschen Grund in Deuben. Zwischen dem 8. Oktober und dem 31. Dezember 1902 wurden 295.120 Fahrgäste, im Durchschnitt also 3472 am Tag, befördert. Am 1. Januar 1906 vereinigte die Stadt Dresden durch den Kauf der beiden konkurrierenden (gelber und roter Straßenbahnen) Gesellschaften den Linienbetreiber auf die Städtische Straßenbahn zu Dresden. Am 5. Januar 1906 wurde ein weiteres Teilstück zwischen der Gemeindegrenze und dem Gasthof Hainsberg (heutige Einmündung der Rabenauer Straße in die Dresdner Straße) freigegeben. Damit war auch der Hainsberger Bahnhof komplett an die Straßenbahn angebunden. Die weitere Verlängerung bis nach Coßmannsdorf, einem Hainsberger Ortsteil, war am 1. April 1912 abgeschlossen. Die Linie endete am Lindengarten, dort, wo heute die Bushaltestelle Rabenauer Straße ist.
Die Strecke führte 1902 von der Habsburgerstraße zunächst über die Weißeritzbrücke in Altplauen und danach in einer scharfen Rechtskurve entlang der Bienertmühle. Sie führte weiter unterhalb des Bienertgartens weiterhin auf der rechten Seite der Weißeritz entlang, um in einer weiteren scharfen Rechtskurve auf die Hegereiterbrücke und über diese erst auf die linke Weißeritzseite zu wechseln. Auf dieser Seite verblieb sie dann bis Hainsberg. Erst 1921 wurde die Strecke auf diesem Abschnitt nach dem Ausbau der Tharandter Straße auf die linke Weißeritzseite verlegt.
Die Strecke blieb noch bis 1926 in Staatsbesitz und wurde dann in die Dresdner Überland-Verkehr GmbH (DRÜVEG) eingebracht. Diese verfolgte unter anderem konkretere Pläne für eine Anschlussbahn von Deuben nach Niederhäslich. Am 6. Juni 1935 verlängerte die DRÜVEG die Strecke von der Endstelle Coßmannsdorf (seit 1933: Hainsberg) zum Haltepunkt Freital-Coßmannsdorf an der Weißeritztalbahn. Die Strecke erreichte damit mit 8,9 Kilometern Länge ihren größten Ausbauzustand. Der letzte Abschnitt wies als einziger der Strecke einen besonderen Bahnkörper auf 250 Meter Länge auf. 1941 übernahm die aus der städtischen Straßenbahngesellschaft hervorgegangene Dresdner Straßenbahn AG die DRÜVEG und war somit gleichzeitig Besitzer und Betreiber der Plauenschen Grundbahn.
Nach den Luftangriffen auf Dresden im Zweiten Weltkrieg (13. Februar 1945) war die Grundbahn eine der ersten Dresdner Straßenbahnen, die wieder in Betrieb genommen werden konnten. Sie verkehrte im Juni auf der vollen Streckenlänge von Hainsberg bis zur Planettastraße (früherer Name: Habsburgerstraße) in Plauen und wurde schrittweise in die Dresdner Innenstadt verlängert.
Die Plauensche Grundbahn erhielt die „Stammliniennummer“ 3, die sie bis zur Einstellung 1974 behielt. Eine eigens für ihre Linienführung Anfang der 1970er-Jahre angelegte Gleisverbindung am Postplatz war nach der Einstellung 1974 jahrelang Abfahrtstelle für Dresdner Stadtrundfahrten mit der Straßenbahn und als „Alte Drei“ noch zwanzig Jahre später gängiger Sprachgebrauch.
Den letzten Ausbau erfuhr die Plauensche Grundbahn im Zusammenhang mit den Weltmeisterschaften im Kanuslalom und im Wildwasserrennsport, die 1961 im Rabenauer Grund bei Hainsberg auf der Roten Weißeritz ausgetragen wurden. Die Straßenbahn war ein wichtiges Transportmittel zu diesem Sportereignis. Um die Leistungsfähigkeit zu steigern, wurde die Kuppelendstelle in Coßmannsdorf bis zum 19. Juli 1961 durch eine Wendeschleife mit Aufenthaltsraum für die Straßenbahnfahrer und überdachtem Wartebereich ersetzt.

### Stilllegung

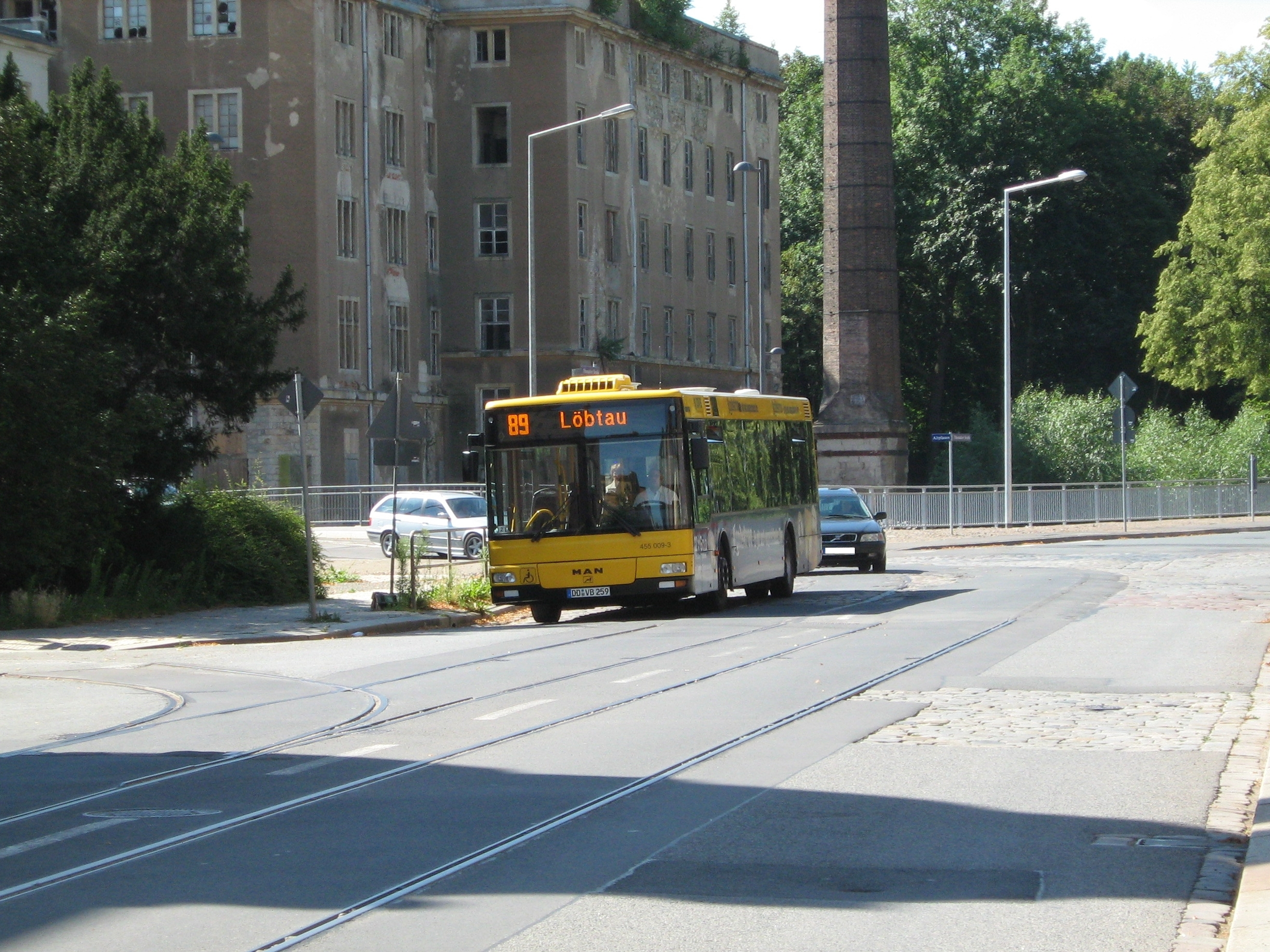
Früherer Ausgangspunkt in Altplauen (Tharandter Straße/Altplauen;) mit teilweise noch vorhandenen Gleisen; inzwischen bei Straßensanierung entfernt, 2007

Ab dem 4. Mai 1969 übernahm im Zuge der Linienreform die Linie 3 vom Wilden Mann aus allein die Bedienung der Plauenschen Grundbahn. Mit der Inbetriebnahme der ersten Tatra-Straßenbahnen vom Typ T4D/B4D wurden auf der Linie vermehrt die älteren MAN-Triebwagen aus den 1920er-Jahren eingesetzt. Eine Umstellung auf Tatra-Betrieb hätten, wie überall in Dresden, den Ausbau der Gleis- und Stromversorgungsanlagen und einen Ausbau des Betriebshofs Freital erfordert, was für den Kreis Freital nach eigenen Angaben wirtschaftlich nicht vertretbar gewesen war. Hinzu kam, dass mit der Einführung des 30-Minuten-Taktes auf der Reichsbahnstrecke Dresden – Freital ein Teil der Fahrgäste zur Eisenbahn abwanderte, das Argument des angeblich unwirtschaftlichen Parallelverkehres wurde ebenfalls herangezogen.
Auf Beschluss der Räte des Bezirks Dresden und des Kreises Freital wurde der Straßenbahnverkehr am Sonntag, dem 26. Mai 1974, eingestellt. Die letzte Fahrt der Linie 3 fuhr um 4:15 Uhr in Hainsberg ab Richtung Betriebshof Trachenberge. Die Bedienung der Linie übernahm der VEB Kraftverkehr Dresden mit Omnibussen. Die Linie bekam in Anlehnung an die frühere Nummer die Bezeichnung 3A. Die neue Omnibuslinie konnte noch bis 1991 mit Fahrscheinen des  Dresdner Stadttarifs benutzt werden, danach wurde sie in den Freitaler Stadtbusverkehr mit eigenem Tarif integriert. Seitdem wurde sie bis 2018 von der Regionalverkehr Dresden GmbH und seitdem vom Regionalverkehr Sächsische Schweiz-Osterzgebirge betrieben. Ab dem 1. April 1992 hat die Buslinie die Linienbezeichnung A getragen. Sie befährt zwischen Plauen und Coßmannsdorf auch heute noch dieselbe Linienführung wie vormals die Straßenbahn. Im Zuge der Umbenennung der Freitaler Stadtbuslinien trägt die Linie seit Dezember 2022 die Linienbezeichnung „160“, der Linienverlauf ist auch weiterhin unverändert.
Während der Wendezeit wurde 1989 mit der Erneuerung der Tharandter Straße zwischen Plauen und Potschappel begonnen, dabei wurden auch die Gleise der Grundbahn entfernt. Im Freitaler Stadtgebiet war die Dresdner Straße bereits 1975–1976 asphaltiert und die Gleise abgebaut worden. In Neudöhlen werden ehemalige Oberleitungsmasten noch für die Straßenbeleuchtung genutzt, ein ehemaliger Mast vor dem ehemaligen Bahnhof Plauen zum Glas-Kunstobjekt gestaltet. Die ehemalige Gleisschleife in Coßmannsdorf wurde kurz vor 1989 mit einem Neubaublock des Typs WBS 70 überbaut, das alte Wartehaus daneben wird noch als Garage genutzt.

## Linien
Im Verlauf ihres Bestehens war die Plauensche Grundbahn unter anderem in folgenden Linienzügen eingebunden:
| Jahr | Linie | Verbindung                         |
| ---- | ----- | ---------------------------------- |
| 1905 | 22    | Postplatz – Deuben                 |
| 1909 | 22    | Striesen – Hainsberg               |
| 1944 | 22    | Laubegast – Hainsberg              |
| 1945 | 22    | Hainsberg – Plauen, Planettastraße |
| 1945 | 22    | Laubegast – Hainsberg              |
| 1950 | 3     | Tolkewitz – Deuben                 |
| 1950 | 12    | Kleinzschachwitz – Hainsberg       |
| 1961 | 3     | Tolkewitz – Deuben                 |
| 1961 | 12    | Niedersedlitz – Hainsberg          |
| 1969 | 3     | Wilder Mann – Hainsberg            |